# پشت‌لاک
پُشت‌لاک (carapace) بخش پشتی پوست بیرونی در چند گروه از جانوران است. بندپایانی چون سخت‌پوستان و عنکبوتیان و مهره‌دارانی چون لاک‌پشت‌ها دارای پشت‌لاک هستند. 
- در بدن سخت‌پوستان سر، و سینه‌گاه thorax به صورت زرهی که پشت‌لاک نام دارد در هم روییده‌اند.
- در بدن عنکبوت‌ها بخش پشتی سرسینه‌گاه cephalothorax را پشت‌لاک می‌گویند و بخش شکمی، جناغ sternum نام دارد.
- در بدن لاک‌پشت‌ها، لاک پشتی که نتیجهٔ ادامهٔ رشد دنده‌ها است پشت‌لاک نام دارد. لاک‌پشت‌ها یک لاک زیرین نیز دارند که زیرلاک plastron نامیده می‌شود.

a : پس‌گردنی

b : حاشیه‌ای

c : مرکزی

d : کناری

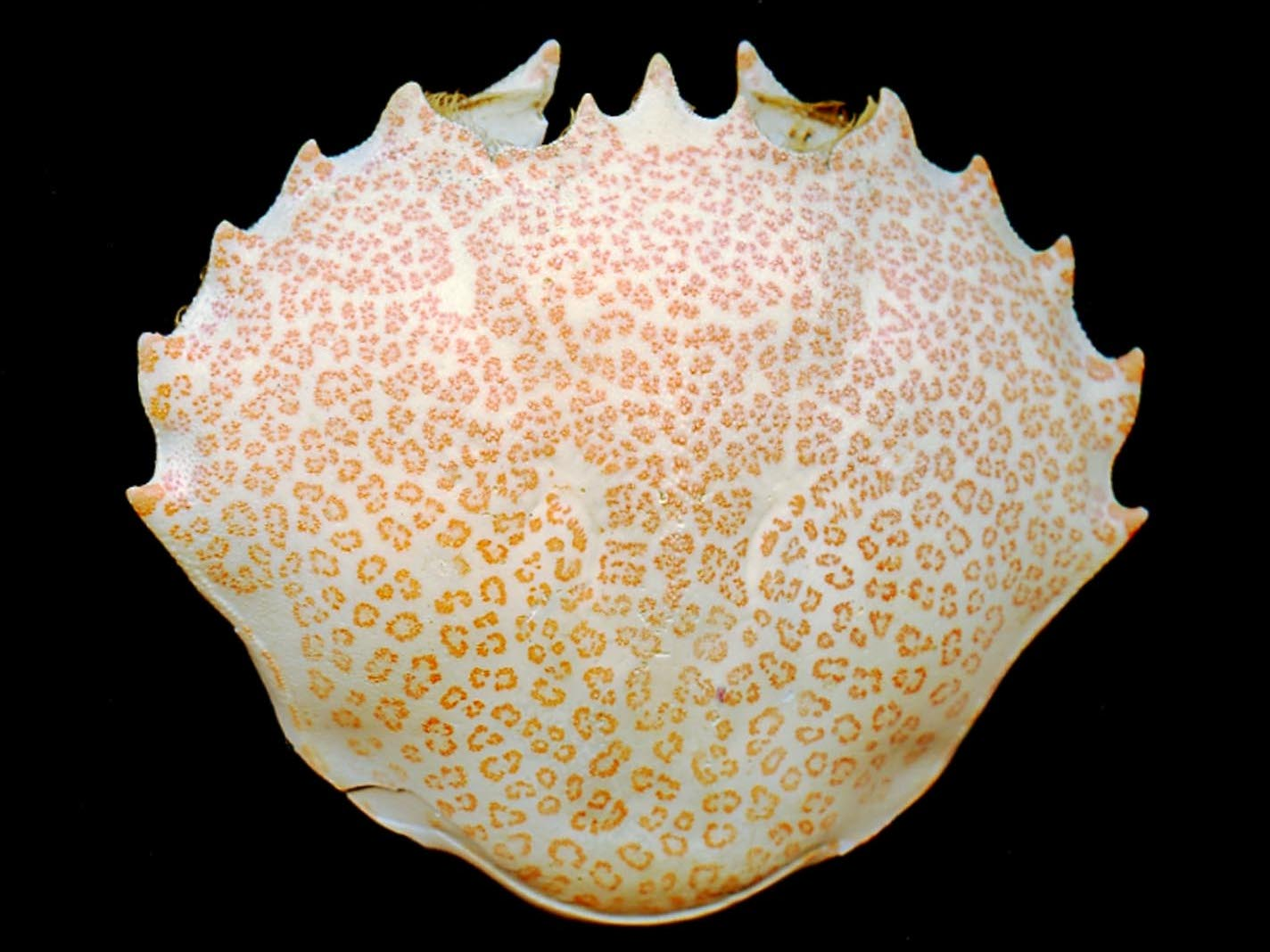
پشت‌لاک یک خرچنگ‌بانو از لانگ بیچ، نیویورک.

در سخت‌پوستان، پشت‌لاک قسمتی از استخوان‌بندی بیرونی است که سرسینه‌گاه را می‌پوشاند. در این جا، پشت‌لاک به عنوان یک سپر محافظتی بر روی سرسینه‌گاه عمل می‌کند. در جایی که امتداد پشت‌لاک از بالای چشم‌ها می‌گذرد این امتداد یافتگی را تاج سپر می‌خوانند. پشت‌لاک در گونه‌های مختلف سخت‌پوستان با درجه‌های متفاوتی کلسیفیه (آهکی) گردیده است.
زئوپلانکتون‌ها در شاخهٔ سخت پوستان نیز دارای پشت‌لاک اند. آن‌ها عبارتند از شاخه‌سرونیان، صدفیان و جورپایان، با این حال جورپایان تنها توانسته‌اند که یک «سپر جمجمه» از پشت‌لاک خود برای پوشش سرشان فرگشت دهند.